# Эдланд, Ричард
Ричард Эдланд (англ. Richard Edlund; род. 6 декабря 1940, Фарго (Северная Дакота), США) — американский специалист в области визуальных эффектов, член Американского общества кинооператоров. Известен по работе с визуальными эффектами над фильмами первой трилогии «Звёздных войн», «Индиана Джонс: В поисках утраченного ковчега», «Полтергейст»,  «Охотники за привидениями» и другими фантастическими лентами.
Обладатель восьми наград от Американской киноакадемии: 4-х премий «Оскар» за визуальные эффекты (в том числе 2 премии за особые достижения), 3-х премий за «Научные и инженерные достижения» и «Медали Благодарности имени Джона Боннера». Также Ричард Эдланд – лауреат других престижных наград кино и телевидения: BAFTA, «Сатурн», «Эмми».

## Карьера
Родился в 1940 году в городе Фарго, штат Северная Дакота. После службы в киноотделе ВМС США продолжил учёбу в школе кинематографических искусств при Южно-Калифорнийском университете. В середине 70-х был принят в компанию Джорджа Лукаса по созданию визуальных эффектов «Industrial Light & Magic» (ILM) в качестве первого оператора миниатюрных и оптических эффектов для работы над первым фильмом из серии «Звёздные войны». Далее работал в этой компании над приключенческим фильмом «Индиана Джонс: В поисках утраченного ковчега» и над продолжением «Звёздных войн» (эпизоды: V и VI). За свою работу в этих картинах Ричард Эдланд получил от Американской киноакадемии четыре «Оскара» за визуальные эффекты и две премии за «Научные и инженерные достижения» (за разработку и усовершенствование киносъёмочного оборудования).
В 1983 году, после завершения работы над VI эпизодом «Звёздных войн», Эдланд покинул «ILM» и основал собственную компанию по созданию спецэффектов «Boss Film Studios». На счету компании такие ленты как «Охотники за привидениями», «Космическая одиссея 2010», «Привидение», «Чужой 3» и многие другие.
В 2007 году Американская киноакадемия присудила Ричарду Эдланду «Медаль Благодарности имени Джона Боннера» (John A. Bonner Medal of Commendation) — В знак признательности за выдающиеся заслуги и преданность в отстаивании высоких стандартов Академии кинематографических искусств и наук.

## Фильмография(Визуальные эффекты)
- 1977 — Звёздные войны. Эпизод IV: Новая надежда (first cameraman: miniature and optical effects unit)
- 1978 — Маниту (mechanical special effects) (в титрах не указан)
- 1978 — Звёздный крейсер «Галактика» (сериал) (пилотный эпизод) (special effects photography: miniature and optical effects unit)
- 1979 — Китайский синдром (miniature photography)
- 1980 — Звёздные войны. Эпизод V: Империя наносит ответный удар (special visual effects)
- 1981 — Индиана Джонс: В поисках утраченного ковчега (visual effects supervisor)
- 1982 — Полтергейст (visual effects supervision)
- 1983 — Звёздные войны. Эпизод VI: Возвращение джедая (visual effects)
- 1984 — Охотники за привидениями (visual effects)
- 1984 — Космическая одиссея 2010 (visual effects supervisor)
- 1985 — Ночь страха (visual effects producer)
- 1986 — Полтергейст 2: Обратная сторона (visual effects supervisor)
- 1986 — Орлы юриспруденции (visual effects supervisor)
- 1986 — Большой переполох в маленьком Китае (visual effects producer)
- 1986 — Мальчик, который умел летать (англ.) (visual effects supervisor)
- 1986 — Дети солнца (visual effects producer)
- 1987 — Повелители вселенной (executive visual effects supervisor: Boss Film Studios)
- 1987 — Взвод монстров (executive visual effects supervisor: Boss Film Studios)
- 1987 — Свидание с ангелом (visual effects producer)
- 1987 — Леонард шестой (visual effects supervisor)
- 1988 — Крепкий орешек (visual effects producer)
- 1988 — Коротышка — большая шишка (visual effects)
- 1988 — Озарение (visual effects producer)
- 1988 — Звёздный странник (мини-сериал) (visual effects producer)
- 1990 — Привидение (visual effects supervisor: Boss Film Studios)
- 1990 — The Judas Project (visual effects producer)
- 1990 — Солнечный кризис (англ.) (special effects) (в титрах не указан)
- 1992 — Чужой 3 (visual effects producer)
- 1992 — Байки из склепа (телесериал) (2 эпизода)(producer: opening sequence)(producer: opening sequence, Boss Film Studios)
- 1995 — Особь (visual effects supervisor)
- 1996 — Множество (visual effects supervisor: Boss Film Studios)
- 1997 — Турбулентность (visual effects co-supervisor: Boss Film Studios)
- 1997 — Самолёт президента (visual effects supervisor)
- 1998 — Отчаянные меры (visual effects plate supervisor: Boss Film Studios)
- 2000 — Ослеплённый желаниями (visual effects supervisor)
- 2003 — Ангелы в Америке (мини-сериал) (visual effects supervisor)
- 2004 — Степфордские жёны (visual effects consultant: Tippett Studio)
- 2007 — Анаморф (senior visual effects supervisor) (special effects director)
- 2007 — Война Чарли Уилсона (visual effects supervisor)
- 2012 — Мачо и ботан (visual effects supervisor: DuMonde Visual Effects)
- 2013 — Неудержимый (visual effects supervisor)

## Награды и номинации
| Категория                                                                             | Год                                                    | Фильм / Телесериал                                        | Итог                                                   |
| Академия кинематографических искусств и наук («Оскар»)                                | Академия кинематографических искусств и наук («Оскар») | Академия кинематографических искусств и наук («Оскар»)    | Академия кинематографических искусств и наук («Оскар») |
| ------------------------------------------------------------------------------------- | ------------------------------------------------------ | --------------------------------------------------------- | ------------------------------------------------------ |
| Премия «Оскар» за лучшие визуальные эффекты                                           | 1978                                                   | • Звёздные войны. Эпизод IV: Новая надежда                | Награда                                                |
| Премия «Оскар» за особые достижения (за визуальные эффекты)                           | 1981                                                   | • Звёздные войны. Эпизод V: Империя наносит ответный удар | Награда                                                |
| Премия «Оскар» за лучшие визуальные эффекты                                           | 1982                                                   | • Индиана Джонс: В поисках утраченного ковчега            | Награда                                                |
| Премия Академии за научные и инженерные достижения (Scientific and Engineering Award) | 1982                                                   |                                                           | Награда                                                |
| Премия Академии за научные и инженерные достижения (Scientific and Engineering Award) | 1982                                                   | Награда                                                   |                                                        |
| Премия «Оскар» за лучшие визуальные эффекты                                           | 1983                                                   | • Полтергейст                                             | Номинация                                              |
| Премия «Оскар» за особые достижения (за визуальные эффекты)                           | 1984                                                   | • Звёздные войны. Эпизод VI: Возвращение джедая           | Награда                                                |
| Премия «Оскар» за лучшие визуальные эффекты                                           | 1985                                                   | • Охотники за привидениями                                | Номинация                                              |
| Премия «Оскар» за лучшие визуальные эффекты                                           | 1985                                                   | • Космическая одиссея 2010                                | Номинация                                              |
| Премия «Оскар» за лучшие визуальные эффекты                                           | 1987                                                   | • Полтергейст 2: Обратная сторона                         | Номинация                                              |
| Премия Академии за научные и инженерные достижения                                    | 1987                                                   |                                                           | Награда                                                |
| Премия «Оскар» за лучшие визуальные эффекты                                           | 1989                                                   | • Крепкий орешек                                          | Номинация                                              |
| Премия «Оскар» за лучшие визуальные эффекты                                           | 1993                                                   | • Чужой 3                                                 | Номинация                                              |
| Медаль Благодарности имени Джона Боннера                                              | 2007                                                   |                                                           | Награда                                                |
| BAFTA                                                                                 |                                                        |                                                           |                                                        |
| Лучшие специальные и визуальные эффекты                                               | 1983                                                   | • Полтергейст                                             | Награда                                                |
| Лучшие специальные и визуальные эффекты                                               | 1984                                                   | • Звёздные войны. Эпизод VI: Возвращение джедая           | Награда                                                |
| Лучшие специальные и визуальные эффекты                                               | 1985                                                   | • Охотники за привидениями                                | Номинация                                              |
| Лучшие специальные и визуальные эффекты                                               | 1993                                                   | • Чужой 3                                                 | Номинация                                              |
| «Сатурн»                                                                              |                                                        |                                                           |                                                        |
| Лучшие спецэффекты                                                                    | 1981                                                   | • Звёздные войны. Эпизод V: Империя наносит ответный удар | Награда                                                |
| Лучшие спецэффекты                                                                    | 1982                                                   | • Индиана Джонс: В поисках утраченного ковчега            | Награда                                                |
| Лучшие спецэффекты                                                                    | 1984                                                   | • Звёздные войны. Эпизод VI: Возвращение джедая           | Награда                                                |
| Лучшие спецэффекты                                                                    | 1985                                                   | • Космическая одиссея 2010                                | Номинация                                              |
| Лучшие спецэффекты                                                                    | 1986                                                   | • Ночь страха                                             | Номинация                                              |
| Лучшие спецэффекты                                                                    | 1987                                                   | • Полтергейст 2: Обратная сторона                         | Номинация                                              |
| Лучшие спецэффекты                                                                    | 1988                                                   | • Повелители вселенной                                    | Номинация                                              |
| Лучшие спецэффекты                                                                    | 1991                                                   | • Привидение                                              | Номинация                                              |
| Лучшие спецэффекты                                                                    | 1993                                                   | • Чужой 3                                                 | Номинация                                              |
| Лучшие спецэффекты                                                                    | 1994                                                   | • Солнечный кризис                                        | Номинация                                              |
| Лучшие спецэффекты                                                                    | 1996                                                   | • Особь                                                   | Номинация                                              |
| Прайм-тайм премия «Эмми»                                                              |                                                        |                                                           |                                                        |
| Outstanding Individual Achievement — Creative Technical Crafts                        | 1979                                                   | • Звёздный крейсер «Галактика» (за пилотный эпизод)       | Награда                                                |
| Outstanding Special Visual Effects for a Miniseries, Movie or a Special               | 2004                                                   | • Ангелы в Америке (за II часть: «Перестройка»)           | Номинация                                              |
| Кинофестиваль в Ситжесе                                                               |                                                        |                                                           |                                                        |
| Лучшие спецэффекты                                                                    | 1995                                                   | • Особь                                                   | Награда                                                |
| Американское общество кинооператоров                                                  |                                                        |                                                           |                                                        |
| Президентская награда (President’s Award)                                             | 2008                                                   |                                                           | Награда                                                |